# 성종현
성종현(成宗鉉, 1979년 4월 2일 ~ )은 대한민국의 은퇴한 축구 선수이다. 선수 시절 포지션은 수비수였다.